# Mangosta comuna
La mangosta comuna (Herpestes ichneumon) és una espècie de mangosta. Es creu que podria ser un hoste de la leishmaniosi visceral al Sudan.

## Distribució i hàbitat
Aquesta mangosta viu a gran part de l'Àfrica subsahariana, Egipte, sud d'Espanya i Portugal, i la Mediterrània oriental (Israel). Hi ha fonts contradictòries sobre si ha estat introduïda a Madagascar i Itàlia.
S'havia pensat que la població ibèrica provenia d'una introducció antiga, donat que és absent del registre fòssil europeu, però estudis moleculars i filogeogràfics recents més aviat donen suport a una colonització natural aprofitant les fluctuacions del nivell del mar al final del Plistocè.
Li agrada viure als boscos, sabanes o matollars, però sempre prop de l'aigua.

## Descripció
És la més gran de les mangostes africanes, amb un cos d'una longitud que varia entre 48 i 60 centímetres, i una cua que varia entre 33 i 54 centímetres de llarg. Té un pes entre 1,7 i 4 quilos.
La mangosta comuna té un cos prim, amb un musell puntegut i orelles petites. Té 35 o 40 dents, amb unes dents carnisseres molt desenvolupades, que utilitza per tallar la carn. El seu pèl llarg i aspre té una coloració que va del gris al marró vermellós i està marcat amb taques marrons o grogues. La cua té la punta de color negre. A les potes del darrere i una zona petita al voltant dels ulls, no té pèl.

## Dieta
La seva dieta consisteix principalment en carn, que inclou rosegadors, peixos, ocells, rèptils, amfibis, i insectes. També s'alimenten sovint de fruita i ous, que llença contra una pedra o superfície dura per trencar-los.

## Comportament
Els mascles i les femelles assoleixen la maduresa sexual als dos anys. L'aparellament es produeix als mesos de juliol o agost, i després d'un període de gestació d'onze setmanes, la femella dona a llum entre dues i quatre cries. Les mangostes comunes neixen cegues i sense pèl, però obren els ulls després d'una setmana.
Es tracta d'un animal diürn que viu en petits grups entre 1 i 7 membres, que generalment estan formats per un mascle, diverses femelles, i les seves cries. Les cries mascles solen deixar el grup abans d'un any, mentre que les femelles s'hi queden més temps i, fins i tot, s'hi queden per sempre.
La majoria de mangostes comunes salvatges viuen uns 12 anys, tot i que la mangosta comuna més longeva en captivitat va arribar a més de 20 anys.
Com altres mangostes, la mangosta comuna ataca i s'alimenta de serps verinoses. Tenen com a mínim dos tipus de resistència al verí de les serps. Són fins a deu vegades més resistents del normal a les toxines que ataquen al sistema nerviós. També són resistents a les toxines que ataquen el sistema circulatori.

## Conservació
La mangosta comuna és extremadament nombrosa. Mentre altres espècies de mangosta es troben en situació d'amenaça, la mangosta comuna no es troba en risc d'extinció.
En algunes zones rurals d'Egipte, com l'alt Egipte, se les té com a mascotes.

## Literatura
John Greenleaf Whittier, poeta americà, va escriure una elegia a una mangosta comuna, la qual havia estat portada a l'Academia Haverhill d'Haverhill, Nou Hampshire, el 1830. El poema, perdut molt de temps, fou publicat el 20 de novembre del 1902 a la revista The Independent.
Al Jubilate Agno, un poema de Christopher Smart, el poeta elogiava el seu gat Jeoffry en el vers 63: «For he killed the Ichneumon-rat very pernicious by land» (en català, Perquè ell va matar la rata d'Ichneumon, molt perniciosa per terra), per un suposat atac sobre una mangosta comuna.

## Subespècies
- Herpestes ichneumon ichneumon
- Herpestes ichneumon angolensis
- Herpestes ichneumon cafra
- Herpestes ichneumon centralis
- Herpestes ichneumon funestus
- Herpestes ichneumon mababiensis
- Herpestes ichneumon numidicus
- Herpestes ichneumon parvidens
- Herpestes ichneumon sabiensis
- Herpestes ichneumon sangronizi
- Herpestes ichneumon widdringtonii